# Lawtey
Lawtey est une ville américaine située dans le comté de Bradford en Floride.

## Démographie
| 1910 | 1920 | 1930 | 1940 | 1950 | 1960 |
| ---- | ---- | ---- | ---- | ---- | ---- |
| 492  | 372  | 554  | 427  | 576  | 623  |

| 1970 | 1980 | 1990 | 2000 | 2010 | - |
| ---- | ---- | ---- | ---- | ---- | - |
| 636  | 692  | 676  | 656  | 730  | - |

Selon le recensement de 2010, Lawtey compte 730 habitants. La municipalité s'étend sur 1,44 milles carrés (3,73 km2).